# Unione Sportiva Ravenna 1998-1999
Questa pagina raccoglie le informazioni riguardanti l'Unione Sportiva Ravenna nelle competizioni ufficiali della stagione 1998-1999.

## Stagione
Nella stagione 1998-1999 il Ravenna ha disputato il campionato di Serie B, nel quale ha raccolto 51 punti, con il decimo posto della classifica. Affidata alla guida di Sergio Santarini la squadra giallorossa ha messo insieme 31 punti nel girone di andata, alle spalle delle più forti, due soli punti in meno dell'Atalanta che era quarta, ma poi cedendo qualche posizione nel girone di ritorno, tra marzo ed aprile ha subito un filotto di quattro sconfitte, il girone discendente si è chiuso con 20 punti. I 51 punti totali relegano il Ravenna a metà classifica. Con questa stagione calcistica a Ravenna si chiude il decennio di presidenza di Daniele Corvetta, caratterizzato da due promozioni in Serie B, e da cinque stagioni consecutive in cadetteria. Nella Coppa Italia il Ravenna nel doppio confronto del primo turno elimina l'Ancona, mentre nei sedicesimi di finale perde entrambe le partite con la Juventus.

## Rosa
| N. |                    | Ruolo | Calciatore          |
| -- | ------------------ | ----- | ------------------- |
| 1  | Italia (bandiera)  | P     | Gianluca Berti      |
| 2  | Italia (bandiera)  | D     | Alessandro Lamonica |
| 3  | Italia (bandiera)  | D     | Franco Gabrieli     |
| 4  | Italia (bandiera)  | C     | Andrea Bergamo      |
| 5  | Italia (bandiera)  | D     | Giovanni Dall'Igna  |
| 6  | Italia (bandiera)  | D     | Felice Centofanti   |
| 7  | Italia (bandiera)  | A     | Mariano Sotgia      |
| 8  | Italia (bandiera)  | C     | Antonio Casalini    |
| 9  | Italia (bandiera)  | A     | Mauro Bertarelli    |
| 10 | Italia (bandiera)  | C     | Enrico Buonocore    |
| 11 | Italia (bandiera)  | A     | Emiliano Biliotti   |
| 12 | Italia (bandiera)  | P     | Andrea Sardini      |
| 13 | Liberia (bandiera) | A     | Zizi Roberts        |
| 14 | Italia (bandiera)  | A     | Girolamo Bizzarri   |
| 15 | Italia (bandiera)  | C     | Oscar Cavallari     |
| 16 | Italia (bandiera)  | C     | Giuseppe Pregnolato |
| 17 | Italia (bandiera)  | C     | Nicola Mingazzini   |
| 18 | Italia (bandiera)  | A     | Paolo Agostini      |
| 19 | Italia (bandiera)  | C     | Riccardo Rovinelli  |

| N. |                    | Ruolo | Calciatore                |
| -- | ------------------ | ----- | ------------------------- |
| 20 | Italia (bandiera)  | D     | Marino D'Aloisio          |
| 21 | Italia (bandiera)  | C     | Francesco Dell'Anno       |
| 22 | Italia (bandiera)  | P     | Michele Rocchini          |
| 23 | Italia (bandiera)  | D     | Gianluca Atzori           |
| 24 | Italia (bandiera)  | C     | Nicolò Sciacca            |
| 25 | Italia (bandiera)  | D     | Stefano Medda             |
| 26 | Italia (bandiera)  | D     | Francesco Giuseppe Tomei  |
| 27 | Italia (bandiera)  | A     | Stefano Polesel           |
| 28 | Italia (bandiera)  | A     | Andrea Silenzi            |
| 29 | Italia (bandiera)  | D     | Rosario Pergolizzi        |
| 30 | Italia (bandiera)  | D     | Filippo Cristante         |
| 31 | Camerun (bandiera) | A     | Albert Meyong             |
| 32 | Italia (bandiera)  | A     | Massimo Agostini          |
| 33 | Svezia (bandiera)  | A     | Nils Gustav Philip Möller |
| 34 | Italia (bandiera)  | D     | Fabio Buscaroli           |
| 35 | Italia (bandiera)  | P     | Daniele Gambi             |
| 36 | Italia (bandiera)  | D     | Gabriele Rummolo          |
| 37 | Italia (bandiera)  | C     | Matteo Rossi              |

## Risultati

### Campionato

#### Girone di andata
| Arbitro: | Rosetti (Torino) |

|                                      |           |  |
| Bizzarri 15’ Biliotti 39’ Sotgia 80’ | Marcatori |  |

| Arbitro: | Serena (Bassano del Grappa) |

|                                      |           |  |
| Scienza 71’ Ferrante 75’ (rig.), 80’ | Marcatori |  |

| Arbitro: | Preschern (Mestre) |

|                                     |           |             |
| Dell'Anno 29’ (rig.) Bertarelli 94’ | Marcatori | 4’ Salvetti |

| Arbitro: | Serena (Bassano del Grappa) |

|               |           |                                       |
| Pelliccia 46’ | Marcatori | 6’, 68’ Biliotti 40’ (rig.) Dell'Anno |

| Arbitro: | Cardella (Torre del Greco) |

|                      |           |                      |
| Dell'Anno 31’ (rig.) | Marcatori | 47’ (rig.) Lorenzini |

| Arbitro: | Pin (Conegliano) |

|                   |           |              |
| Caccia 58’ (rig.) | Marcatori | 35’ Biliotti |

| Arbitro: | Preschern (Mestre) |

|                |           |  |
| Pregnolato 34’ | Marcatori |  |

| Arbitro: | Preschern (Mestre) |

|                                                    |           |  |
| Aglietti 27’ (rig.) Cammarata 45+1’, 55’ Melis 49’ | Marcatori |  |

| Arbitro: | Nucini (Bergamo) |

|                                  |           |                   |
| Silenzi 79’ Dell'Anno 92’ (rig.) | Marcatori | 31’ Di Giannatale |

| Arbitro: | Preschern (Mestre) |

|                                 |           |                          |
| Borgobello 9’ (rig.) Fabris 11’ | Marcatori | 21’ Silenzi 76’ Biliotti |

| Ravenna 22 novembre 1998 11ª giornata | Ravenna            | 0 – 0 | Chievo | Stadio Bruno Benelli\| Arbitro: \| Preschern (Mestre) \| |
| Arbitro:                              | Preschern (Mestre) |       |        |                                                          |

| Arbitro: | Castellani (Verona) |

|               |           |  |
| Cristiano 49’ | Marcatori |  |

| Arbitro: | Fausti (Milano) |

|              |           |            |
| Dell'Anno 6’ | Marcatori | 44’ Pisano |

| Arbitro: | Sputore (Vasto) |

|                          |           |                                            |
| Triuzzi 56’ Pesaresi 86’ | Marcatori | 55’, 75’ Biliotti 78’ Bizzarri 89’ Roberts |

| Arbitro: | Fausti (Milano) |

|  |           |              |
|  | Marcatori | 43’ Bizzarri |

| Arbitro: | Pin (Conegliano) |

|             |           |            |
| Silenzi 26’ | Marcatori | 18’ Hubner |

| Arbitro: | Bertini (Arezzo) |

|            |           |  |
| Casale 15’ | Marcatori |  |

| Arbitro: | Bertini (Arezzo) |

|                                     |           |  |
| Pregnolato 79’ Dell'Anno 85’ (rig.) | Marcatori |  |

| Arbitro: | Nucini (Bergamo) |

|             |           |            |
| De Poli 78’ | Marcatori | 91’ Sotgia |

#### Girone di ritorno
| Arbitro: | Strazzera (Trapani) |

|                                           |           |                   |
| Mercier 11’ Florijancic 40’ Panarelli 51’ | Marcatori | 23’, 33’ Biliotti |

| Arbitro: | Dagnello (Trieste) |

|            |           |  |
| Sotgia 85’ | Marcatori |  |

| Arbitro: | Dagnello (Trieste) |

|                                                    |           |                   |
| Superbi 33’ Salvetti 37’, 78’ (rig.) Comandini 65’ | Marcatori | 20’, 83’ Biliotti |

| Arbitro: | Nucini (Bergamo) |

|                                   |           |           |
| Dell'Anno 45+1’ (rig.) Sotgia 57’ | Marcatori | 85’ Munch |

| Arbitro: | Rossi (Ciampino) |

|                   |           |               |
| Artico 43’ (rig.) | Marcatori | 58’ Cristante |

| Ravenna 7 marzo 1999 25ª giornata | Ravenna               | 0 – 0 | Atalanta | Stadio Bruno Benelli\| Arbitro: \| Racalbuto (Gallarate) \| |
| Arbitro:                          | Racalbuto (Gallarate) |       |          |                                                             |

| Arbitro: | Nucini (Bergamo) |

|                         |           |  |
| Margiotta 28’, 29’, 65’ | Marcatori |  |

| Arbitro: | Sirotti (Forlì) |

|                                  |           |                                         |
| Bergamo 10’ Dell'Anno 59’ (rig.) | Marcatori | 50’ Foglio 82’ (aut.) Berti 84’ Guidoni |

| Arbitro: | Sirotti (Forlì) |

|                                         |           |               |
| Apa 16’ De Francesco 50’ Manfredini 75’ | Marcatori | 70’ Cristante |

| Arbitro: | Sputore (Vasto) |

|  |           |                     |
|  | Marcatori | 25’, 73’ Borgobello |

| Arbitro: | Fausti (Milano) |

|                        |           |           |
| De Cesare 45+2’ (rig.) | Marcatori | 8’ Atzori |

| Ravenna 25 aprile 1999 31ª giornata | Ravenna           | 0 – 0 | Monza | Stadio Bruno Benelli\| Arbitro: \| Pirrone (Messina) \| |
| Arbitro:                            | Pirrone (Messina) |       |       |                                                         |

| Arbitro: | Strazzera (Trapani) |

|           |           |  |
| Pisano 1’ | Marcatori |  |

| Arbitro: | Fausti (Milano) |

|              |           |            |
| Dell'Anno 2’ | Marcatori | 92’ Magoni |

| Arbitro: | Strazzera (Trapani) |

|                                       |           |  |
| Dell'Anno 63’ Sotgia 73’ Biliotti 74’ | Marcatori |  |

| Arbitro: | Sputore (Vasto) |

|                                 |           |  |
| Hubner 15’ Adani 19’ Savino 35’ | Marcatori |  |

| Arbitro: | Paparesta (Bari) |

|                |           |                                  |
| Centofanti 28’ | Marcatori | 11’ Stellone 84’ (rig.) Traversa |

| Arbitro: | Castellani (Verona) |

|  |           |                       |
|  | Marcatori | 13’ Atzori 45’ Meyong |

| Arbitro: | Pellegrino (Barcellona Pozzo di Gotto) |

|                                        |           |                              |
| Bertarelli 6’ Dell'Anno 61’ Meyong 65’ | Marcatori | 17’ Belavista 90’ Varricchio |

### Coppa Italia
| Arbitro: | Guiducci (Arezzo) |

|  |           |               |
|  | Marcatori | 69’ Buonocore |

| Arbitro: | Castellani (Verona) |

|                                                      |           |              |
| Dall'Igna 59’ Dell'Anno 71’ (rig.) Bizzarri 73’, 84’ | Marcatori | 32’ Balducci |

| Arbitro: | Borriello (Mantova) |

|  |           |                          |
|  | Marcatori | 69’ Di Livio 83’ Fonseca |

| Arbitro: | Nucini (Bergamo) |

|                                    |           |  |
| Fonseca 35’, 59’ Zalayeta 70’, 78’ | Marcatori |  |